# 오바노케르시

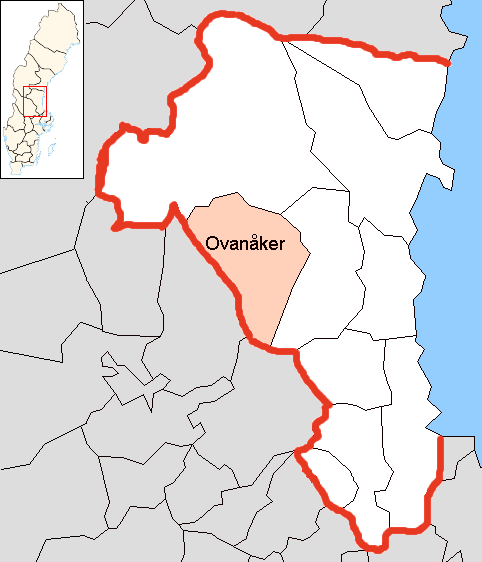
오바노케르 시의 위치

오바노케르시(스웨덴어: Ovanåkers kommun)는 스웨덴 예블레보리주에 위치한 지방 자치체로 행정 중심지는 에스뷘이며 면적은 2,016.98km2, 인구는 11,631명(2016년 12월 31일 기준), 인구 밀도는 5.8명/km2이다.

시 문장